# Marquesa de Unhão
Marquesa de Unhão é um título nobiliárquico português criado pelo Rei D. Pedro II por Decreto anterior a 13 de Novembro de 1701 em favor de D. Maria de Lencastre, Condessa de Unhão e Camareira-Mor, viúva de D. Fernão Teles de Menezes e Castro, 3.º Conde de Unhão, e mãe do 4.º Conde de Unhão, D. Rodrigo Teles de Meneses Castro e Silveira.

## História
D. Maria de Lencastre, 1.ª Marquesa de Unhão foi Aia de D. João V enquanto Príncipe e dos Infantes seus irmãos. Foi depois Camareira-Mor da Rainha D. Maria Ana de Áustria, consorte do Rei D. João V.
Faleceu em 1739, com 83 anos de idade e 49 de serviço no Paço Real.
Já após a incorporação da Casa de Unhão na Casa dos Marqueses de Nisa, a 2.ª Marquesa de Unhão foi D. Eugénia Xavier Teles da Gama, filha de D. Domingos Vasco Teles da Gama, 9.º Marquês de Nisa e 9.º Conde de Unhão. Foi Dama de Honor da Rainha D. Maria Pia de Saboia. Recebeu o título em 1898 pelo Rei D. Carlos I por ocasião da celebração do Centenário da Descoberta do Caminho Marítimo para a Índia pelo seu glorioso antepassado D. Vasco da Gama.

## Marquesas de Unhão (1701)
Título criado pelo Rei D. Pedro II por Decreto anterior a 13 de Novembro de 1701 em favor de D. Maria de Lencastre, Condessa de Unhão e Camareira-Mor.
Foi reabilitado em 1898 pelo Rei D. Carlos I em favor de D. Eugénia Xavier Teles da Gama, Dama de Honor da Rainha D. Maria Pia de Saboia.

### Titulares
1. D. Maria de Lencastre (1656–1739)
2. D. Eugénia Xavier Teles da Gama (1848–1931)

### Armas
Escudo esquartelado: I e IV - Meneses, de ouro pleno; II e III - Silva, de prata com um leão rampante de púrpura; sobre o todo um escudete de Gama (de D. Vasco da Gama). Coroa de Marquês.